# Temburongia
Temburongia és un gènere de plantes de la família de les poàcies, ordre poals, subclasse Liliidae, classe Liliòpsid, divisió Magnoliophyta.
Aquest gènere de canyes de bambús és originari d'Àsia, de rizoma leptomorf; 

## Taxonomia
- Temburongia simplex
- etc.